# Gare de Billingstad
La gare de Billingstad est une gare ferroviaire norvégienne de la ligne de Drammen, située sur le territoire de la commune d'Asker, dans le comté d'Akershus dans la région d'Østlandet.
C'est une halte voyageurs des Norges Statsbaner (NSB) desservie par des trains locaux.

## Situation ferroviaire
Établie à 41 mètres d'altitude, la gare se situe à 17,62 km de la gare centrale d'Oslo.

## Service des voyageurs

### Accueil
Halte NSB, elle est équipée d'automates et d'une aubette.

### Desserte
Billingstad est desservie par trains locaux de la relation Spikkestad - Lillestrøm.

### Intermodalité
Un parking de 48 places et un parc à vélo couvert y sont aménagés.